# Атака Кале (1350)
Атака Кале в ночь с 31 декабря 1349 на 1 января 1350 — попытка капитана Сент-Омера Жоффруа де Шарни с помощью подкупа вернуть под власть короля Франции город Кале, захваченный англичанами в ходе осады в 1347 году.

## Военная ситуация
После взятия Кале англичанами при посредничестве кардиналов Чеккано и Обера уполномоченными от Франции маршалом Оффемоном и рыцарями Жоффруа де Шарни и Робером де Лоррисом и представителями Англии графами Ланкастером и Хантингдоном, Ральфом Стаффордом, Готье де Мони, Рейнолдом Кобемом было согласовано перемирие. 28 сентября 1347 епископ Норвича, граф Ланкастер и Готье де Мони с одной стороны, и епископ Лана, сир д'Оффемон и Жоффруа де Шарни с другой, принесли клятвы.
13 ноября 1348 перемирие для районов Гина и Кале было продлено до 1 сентября 1349. 2 мая 1349 оно было снова продлено — до Пятидесятницы 1350 года.
Перемирие неоднократно нарушалось вооруженными столкновениями в окрестностях Кале. К 1348 году французы возвели недалеко от города крепости Кутон и Сангат, и осенью того года английские послы жаловались, что новые укрепления угрожают безопасности города. Жоффруа де Шарни руководил возведением крепости Кутон, остававшейся в руках французов еще в марте 1349. Вскоре после этого англичане овладели обоими укреплениями, и Эдуард III наградил тяжеловооруженных всадников, захвативших капитанов крепостей.
Жоффруа де Шарни предпринял попытку отвоевать Кале в ходе действия перемирия, заключенного 2 мая 1349. На упреки англичан в нарушении перемирия Кервин де Леттенхове указывает на то обстоятельство, что капитан Сент-Омера в тот раз не участвовал ни в переговорах, ни в принесении присяги.
По словам Фернана Ленеля, все хронисты подробно описывают этот эпизод истории Кале, но при этом противоречат друг другу, а почти полное отсутствие аутентичных документов затрудняет проверку различных версий.

## Заговор
Жоффруа де Шарни использовал перемирие, облегчившее сношения между Сент-Омером и Кале, для того, чтобы склонить к измене некоего Эмери из Павии, которого Фруассар ошибочно называет капитаном Кале, а большинство других хронистов именуют шателеном. Джеффри Ле-Бейкер утверждает, что это был наемный генуэзский рыцарь, в период английской осады города находившийся на службе короля Франции, а затем перешедший к Эдуарду. Ленелю это кажется правдоподобным, так как известно, что до самого падения Кале генуэзцы участвовали в обороне города с моря.
8 октября 1347 Эдуард подарил Эмери дом в Кале, а через несколько месяцев назначил командиром двенадцати кораблей, несших охрану города. Флагманом эскадры стала галера «Томас из Кале», с сорока арбалетчиками и экипажем из двухсот моряков. В грамоте от 24 апреля 1348 Эдуард III называет «своего возлюбленного Эмери Павийского» капитаном и  
предводителем королевских галер, а также всех находящихся на них арбалетчиков и моряков. Возможно, что в период интерима он был назначен шателеном Кале, в то время как капитанами после отъезда Эдуарда в Англию были Джон Монтгомери, а с 1 декабря 1347 Джон Чиврестон. По другому предположению, основанному на тексте Ле-Бейкера, Эмери командовал гарнизоном одной из башен, расположенной напротив гавани.
По словам Фруассара:

Мессир Жоффруа очень сильно сокрушался сердцем по поводу взятия англичанами города Кале. Судя по его виду, эта потеря огорчала его больше, чем любого другого рыцаря Пикардии. Поэтому все свои мечты и помыслы он устремлял к тому, чтобы придумать, как отвоевать город. И вот проведал он, что капитаном Кале назначен человек не слишком знатный и не англичанин по рождению.— Жан де Фруассар. Хроники. 1340—1350, с. 562
Шарни решил подкупить капитана, «поскольку Эмери был ломбардцем, а ломбардцы по своей природе очень алчны».
Французы пообещали Эмери крупную сумму, 20 000 экю, по словам Фруассара и Жана Лебеля, за доступ в замок, овладение которым сделало бы их хозяевами города.
Фруассар предполагает, что Жоффруа «ничего не сказал об этом королю Франции, поскольку тот никогда не одобрил бы его затеи, которая вела к разрыву перемирия», но Валансьенский Горожанин пишет, что Филипп VI был в курсе сделки и полностью ее одобрил. По версии этого хрониста, переговоры начались в июле 1348, когда Эмери прибыл в Лилль.

## Разоблачение
По мнению одних авторов, Эмери изначально намеревался заманить французов в ловушку, и сам сообщил о сделке Эдуарду III, другие же считают его настоящим предателем. Ленель, на основании некой фразы, прочитанной в сохранившемся отчете того времени, склоняется к последнему мнению. Так как переговоры о сдаче тянулись долгое время, король Англии сумел о них проведать, вызвал Эмери к себе и вырвал у него признание.
В одной из версий «Хроники» Фруассара беседа короля с изменником описана с красочными подробностями, причем утверждается, что «благородный король Английский сжалился над ломбардцем, коего прежде очень любил, ибо тот с детства рос при его дворе».
Эдуард согласился простить измену при условии, что Эмери поможет заманить французов в западню, а затем отправится за отпущением грехов в Рим.
Жоффруа де Шарни собрал отряд в 500 тяжеловооруженных всадников и арбалетчиков, в составе которого находились Эсташ де Рибмон, Жан де Ланда, сир де Креки, Моро де Фиенн, Пепин де Вер, Анри де Бос, Удар де Ранти и другие пикардийские и шампанские сеньоры. По соглашению с Эмери проведение акции было назначено в ночь с 31 декабря 1349 на 1 января 1350.
Дата приводится в большинстве списков Фруассара, и подтверждается Робертом из Эйвсбери, «Большими хрониками Франции» и Chronographia regum francorum, и принимается издателем Фруассара Симеоном Люсом, но Ленель полагает, что датировка может быть передвинута на несколько дней вперед, к 3 или 4 января.
Брат Эмери Павийского известил английского короля. Эдуард III в большом секрете отплыл из Дувра и инкогнито высадился в Кале с принцем Уэльским, Готье де Мони, графом де Ламаршем, Джоном де Бошаном и другими лордами, тремястами тяжеловооруженными всадниками и шестью сотнями стрелков. Формально предводителем экспедиции был Готье де Мони.

## Акция
Выступив из Сент-Омера, Жоффруа де Шарни поручил охрану моста у Ньёле Моро де Фиенну и сиру де Крезеку с арбалетчиками из Сент-Омера и Эра. Сам он расположился между мостом и крепостью, напротив Булонских ворот. После полуночи к Эмери были отправлены двое оруженосцев. Получив приглашение, Удар де Ранти с одиннадцатью рыцарями и сотней тяжеловооруженных вступили в крепость по опущенному подвесному мосту. После того, как французы передали Эмери мешок с деньгами, на них из отворенных ломбардцем ворот большой башни бросились король Англии, его сын и Готье де Мони с отрядом из двухсот бойцов, кричавших: «Мони, Мони, к бою!» Французы не успели изготовиться к обороне и сдались почти без боя.
Англичане выступили из крепости двумя отрядами: Эдуард через Булонские ворота, чтобы атаковать Шарни, а принц Уэльский с шестью знаменами и тремястами лучниками — через ворота, выходившие к морю, чтобы отрезать французам путь к отступлению.
По словам Фруассара, увидев, что против них выступают силы английского короля, Жоффруа де Шарни «обратился с возвышенной речью к монсеньору Эсташу де Рибемону и монсеньору Жану де Ланда», стоявшим неподалеку:

Господа! Бежать бесполезно, ибо если побежим — большинство погибнет. Лучше с твердой решимостью обороняться от наступающего врага, чем потерпеть разгром, убегая, как малодушные и разуверившиеся, и попасть в плен. Возможно, победа еще будет нашей!— Жан де Фруассар. Хроники. 1340—1350, с. 565
Отряд принца Уэльского двинулся к мосту Ньёле. Стоявшие перед мостом арбалетчики были атакованы первыми, и потеряли убитыми и утонувшими более 120 человек, так как англичане загнали их в реку. Моро де Фиенн и сир де Крезек долгое время и с большим упорством обороняли мост. После наступления рассвета, видя, что силы противника все прибывают, и более не надеясь на победу, те, кто имел лошадей, бросились бежать. В ходе преследования немало французов было настигнуто и сброшено с коней, но обладатели самых резвых скакунов сумели спастись. В их числе были сир де Фиенн, сир де Крезек, сир де Сампи, сир де Лонгвиллер, сир де Мамец и многие другие, а некоторые, прекратив бегство и заняв оборону, сами захватили английских пленников.
Согласно одному из списков Фруассара, англичане преследовали противника до самых ворот Гина, и при этом «одних только воинов из Сент-Омера было убито добрых четыре сотни, считая арбалетчиков».
Отряд де Шарни встретил англичан в сомкнутом строю, выставив вперед копья, укороченные до пяти футов. По словам Фруассара, во главе англичан были король, принц Уэльский, Готье де Мони и рыцари-баннереты: граф Стаффорд, граф Оксфорд, Джон Монтегю, лорды Бошан, Беркли и де Ла-Вар. Сражение было весьма жестоким. Анри дю Бос и Пепин де Вер были убиты в схватке, а наиболее примечательный поединок произошел между королем Англии и Эсташем де Рибмоном, который, по словам Фруассара, превзошел всех остальных. По рассказам, от его ударов Эдуард дважды падал на колени, но ему помогали подняться Готье де Мони и Рейнолд Кобем. После упорного сопротивления французы во главе с де Шарни сложили оружие. Последним сдался Эсташ де Рибмон, отдавший свой меч английскому королю. Фруассар ошибочно утверждает, что де Рибмон не знал, с кем бьется, и кому сдается в плен, но известно, что Эдуард бился под собственным знаменем, которое держал Ги де Брайан.
Вернувшись в Кале, король устроил пир, на который пригласил и пленных французских рыцарей. Жоффруа де Шарни он сделал выговор за нарушение перемирия.

Затем король подошел к монсеньору Эсташу де Рибемону и сказал ему очень весело: «Мессир Эсташ, во всем свете я не видел рыцаря, который нападал бы на своих врагов более рьяно и оборонялся лучше, чем вы сегодня! Еще никто, ни в одной битве, не заставил меня так потрудиться!  Поэтому я присуждаю вам награду с единодушного согласия всех рыцарей моего двора!»

Тут король снял со своей головы венец, который был хорош и богат, и возложил его на монсеньора Эсташа, говоря ему так: «Мессир Эсташ, я дарю вам этот венец как лучшему из воинов, сражавшихся сегодня и на той, и на другой стороне. Я вас прошу носить его весь этот год из расположения ко мне. Я хорошо знаю, что вы игривы, любвеобильны и охотно вращаетесь среди дам и барышень. Поэтому говорите всюду, куда ни придете, что этот венец подарил вам я. И,  поскольку вы мой пленник, я отпускаю вас на волю без выкупа. Вы можете уехать уже завтра утром, если вам угодно».— Жан де Фруассар. Хроники. 1340—1350, с. 568

## Последствия
Жоффруа де Шарни был увезен в Англию, и король потребовал за него огромный выкуп. Для Филиппа VI неудачная атака Кале, возможно, стала тяжелым ударом, и он умер через несколько месяцев. Эмери из Павии совершил паломничество в Рим, после чего поселился в замке Фретён с красивой английской конкубиной. По-видимому, в 1352 году, вскоре после освобождения из плена, Жоффруа де Шарни с отрядом воинов из Сент-Омера внезапным нападением захватил замок и отомстил ломбардцу, которого предал мучительной смерти в Сент-Омере. Наложнице, по словам Фруассара, вреда не причинили, и позднее она сошлась с одним французским оруженосцем. Этот рассказ подтверждается и другими источниками, но с некоторыми различиями. Так «Хроника первых Валуа» считает захват Эмери делом рук маршала Одреема.
Английский король назначил капитаном Кале Джона де Бошана. Боевые действия в Пикардии возобновились, и около начала июля 1351 произошло сражение между гарнизонами Кале и Сент-Омера, когда англичане в ходе грабительского набега подошли к стенам этого города. Командовавший французами Эдуар де Божё был смертельно ранен, но подошедшее подкрепление разгромило и взяло в плен почти всех английских рыцарей, вместе с Бошаном. Англичане потеряли убитыми и пленными более семисот человек, а французские гарнизоны Ама, Ла-Монтуара и Гина отбили захваченную противником добычу, но, по словам Фруассара, отказались возвращать имущество ограбленным людям.
Новое годичное перемирие было подписано между Кале и Гином 11 сентября 1351 епископом Норвича, графом Хантингдоном, Бартоломью Бургершем и капитаном Кале Робертом де Херлем от имени короля Англии, и епископом Пьером Парижским, канцлером Франции, Жаном Булонским, графом де Монфором, графом Робером де Руси и Жоффруа де Шарни от имени короля Франции, но в начале января 1352 англичане с помощью измены или хитрости овладели Гином.
Редкий пример исторически засвидетельствованного «ущербления герба», записанный сэром Джорджем Маккензи, рассказывает об этой процедуре в отношении герба Эмери де Павии: по королевскому указу в 1349 году, две из шести звезд на гербе Павии были стёрты в знак позора за то, что он продал город, в котором служил губернатором. По данным другого источника, Павии были отсечены обе руки за предательство.